# Joseph McKenna
Joseph McKenna (Filadelfia, 10 agosto 1843 – Washington, 21 novembre 1926) è stato un politico statunitense.

## Biografia
Fu il 43º procuratore generale degli Stati Uniti sotto il presidente degli Stati Uniti d'America William McKinley (25º presidente).
Nato nello Stato della Pennsylvania ha studiato alla Saint Joseph University, venne poi eletto alla Camera dei Rappresentanti degli Stati Uniti nel 1885. Sposò Amanda Borneman nel 1869, e la coppia ebbe tre figlie e un figlio.
Alla sua morte il corpo venne seppellito al Mount Olivet Cemetery.